# فيرايي
فيرايي هي بلدية إيطالية في وادي أغشت، يبلغ عدد سكانها 1,260 نسمة.

## تاريخ
تم تأكيد وجود مستوطنات ما قبل التاريخ في المنطقة.
يشير الاسم الجغرافي ديموز إلى وجود قصر من العصر الروماني في الموقع، حيث عُثر أيضًا على تابوت روماني، حُول لاحقًا إلى حوض نافورة.
دُمجت البلدية في العهد الفاشي مع بلدية سيامبافي.

### الرموز
مُنح شعار النبالة والعَلم بموجب مرسوم صادر عن رئيس الجمهورية بتاريخ 9 فبراير 1994.
الجزء الأول من شعار النبالة البلدي يأخذ شعار النبالة الخاص بنبلاء سالوار، الذين استقروا في فيراي عام 1385 وانقرضوا في بداية القرن السادس عشر (باللون الأزرق، مع ثلاث درجات فضية، مصحوبة بثلاث ورود، اثنان عند الرأس وواحد عند الطرف، من نفس الأزرار الذهبية)؛ والثاني يستذكر بدلاً من ذلك فابري النبيل، أسياد إقطاعية كلاي التي كانت فيرايي جزءًا منها (الذهب، مغطى بمفاتيح موضوعة على وتد أحمر، وأسد العبور عند المنتصف).

## الآثار والأماكن ذات الأهمية
- مشتل بيير لويس فيسكوز
- أبرشية سان مارتينو دي تورز، في منطقة إجليس
- منطقة تشامبلونج المجهزة
- في منطقة مارسيلييه، يقع ميزون سالوارد، وهو معقل يعود تاريخه إلى القرن الخامس عشر ويتميز بلوحات جدارية منسوبة إلى جياكومين دا إيفريا
- محمية لوزون بوند الطبيعية
- مصلى جرومي
- يعبر طريق فرانتشيجينا البلدية في قُراها السفلية، بالتزامن مع "طريق الكروم"، للوصول إلى بلدية تشامبافي
- شارع مارسيلر
- رو دي جوكس
- رو دي شافاكور

## مجتمع
التطور الديموغرافي للسكان المسجلين:

## ثقافة

### الحفلات والمهرجانات
- فيتا دي لا ساريولا (باللغة العامية مهرجان الزعتر)، في منتصف شهر مايو في رابي.[8][9]

## اقتصاد
في الماضي يوجد منجمان للنحاس نشطين في المنطقة البلدية، في منطقة فينكورير. وكانت عملية استخراج الرخام مهمة أيضًا، كما هو الحال في رخام المحجر الواقع بين أوليان ومرسيليا، المهجور الآن. يعتمد اقتصاد اليوم بشكل رئيسي على الزراعة وتربية الماشية. في الجزء السفلي يزرع الكروم.

## إدارة
فيراي هي جزء من وحدة بلديات وادي أوستا مونت سيرفين.

## المدينة التوأم
- فرنسا، شانتيبي

## رياضة
تحظى رياضة تسان وباليت، وهي من الرياضات التقليدية المميزة لوادي أوستا بشعبية كبيرة.

## معرض الصور

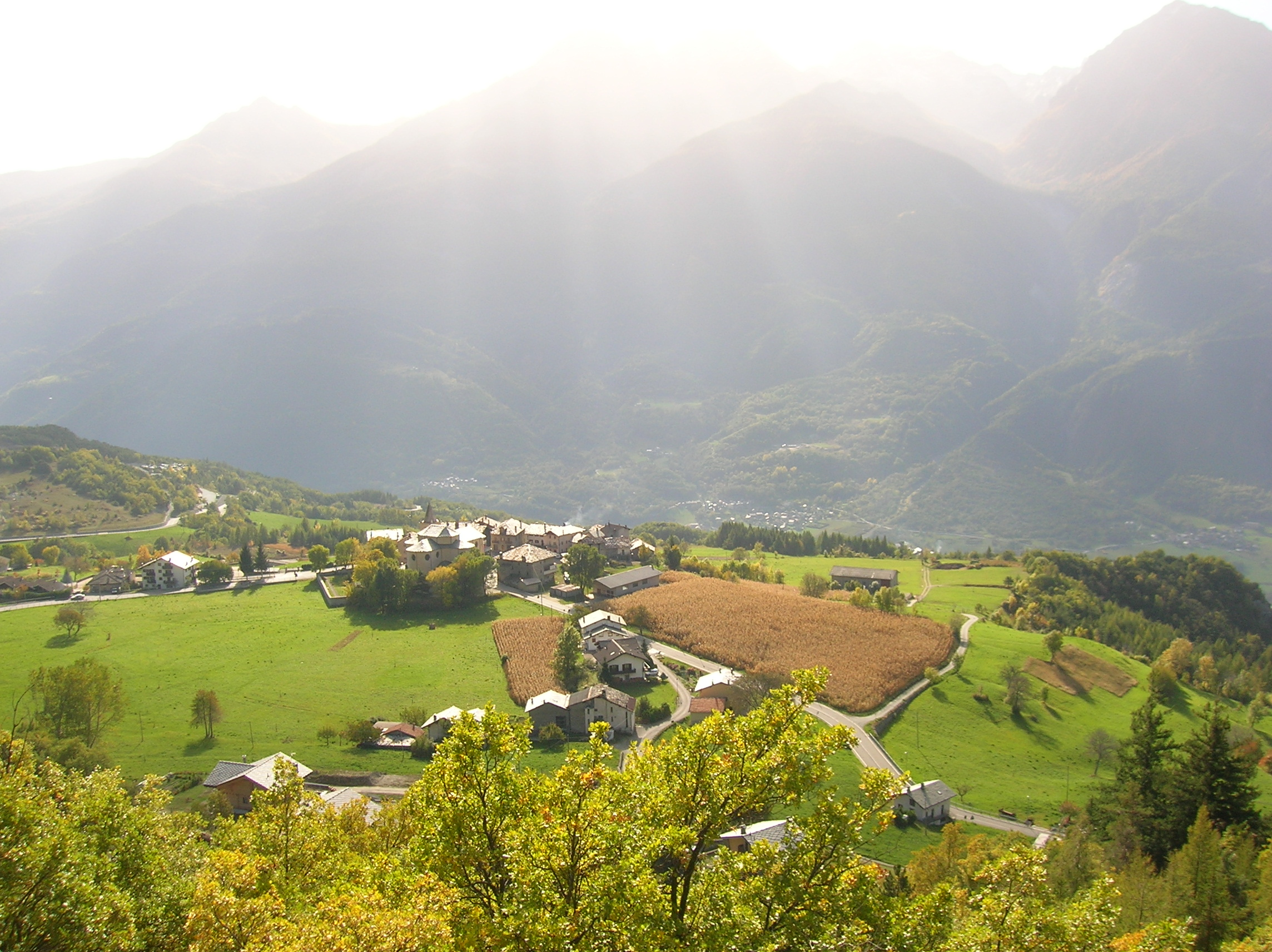
بانوراما لفيرايي من مشتل بيير لويس فيسكوز
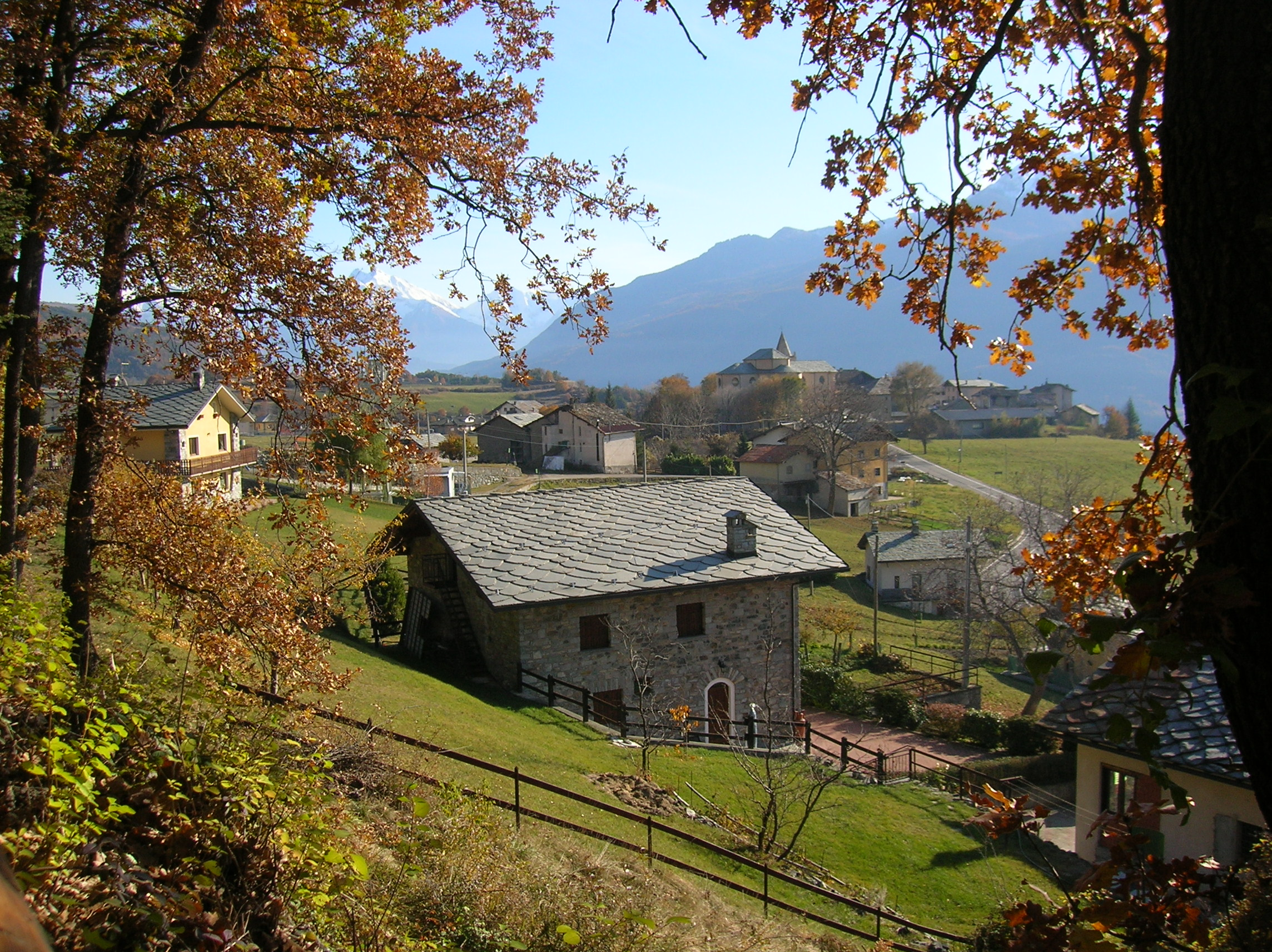
بانوراما لفيراي من مشتل بيير لويس فيسكوز
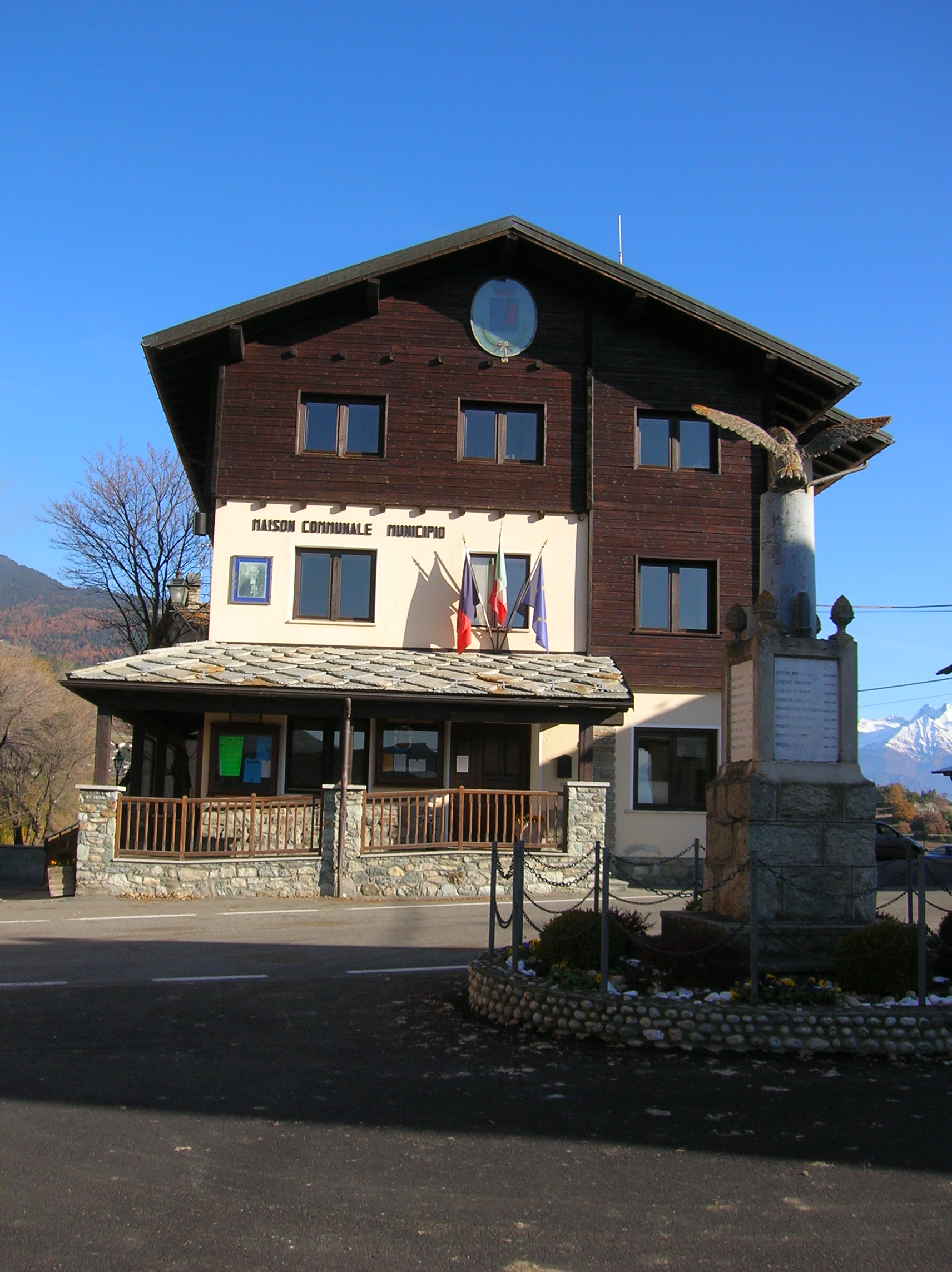
قاعة المدينة
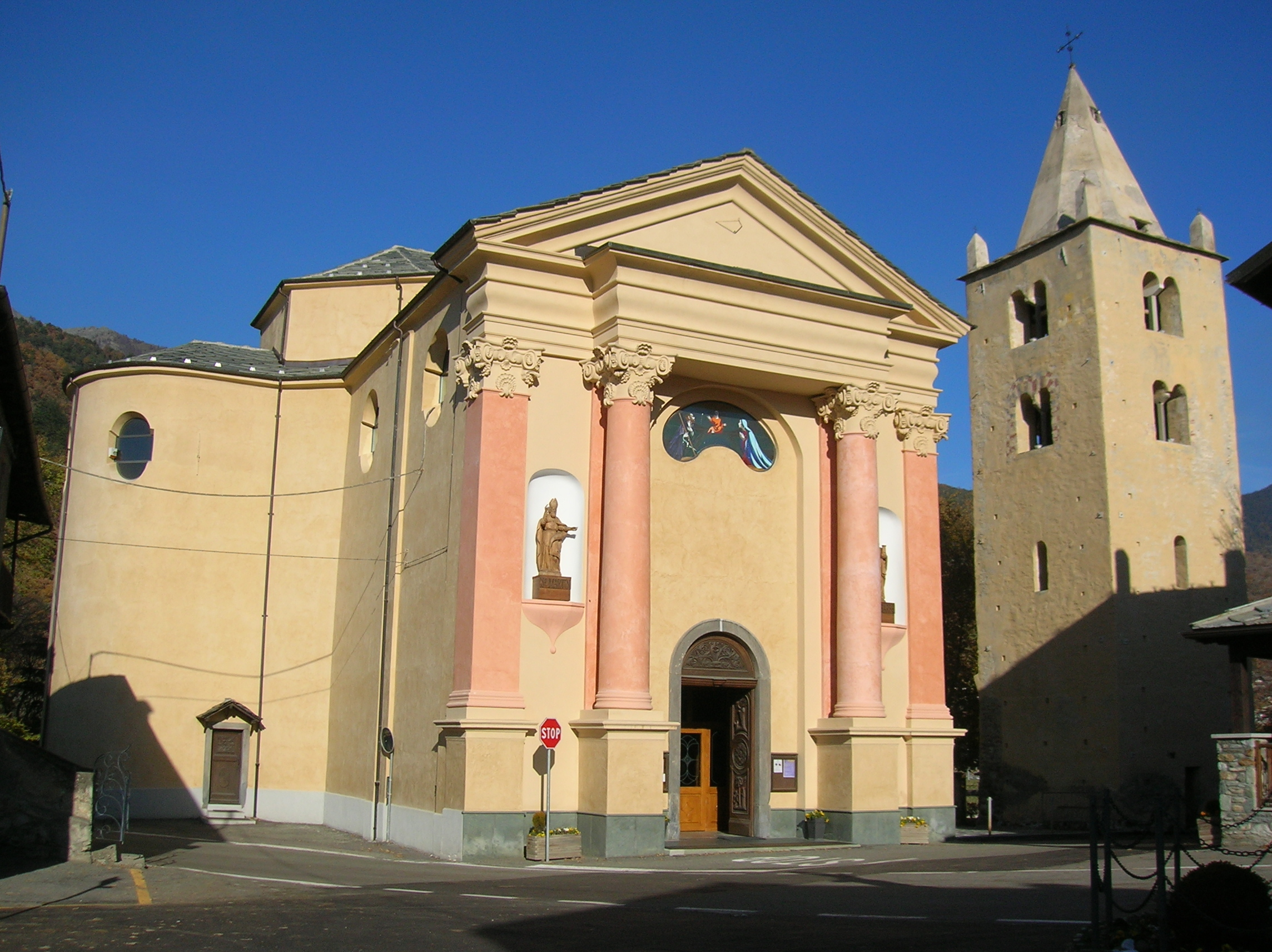
كنيسة سان مارتينو
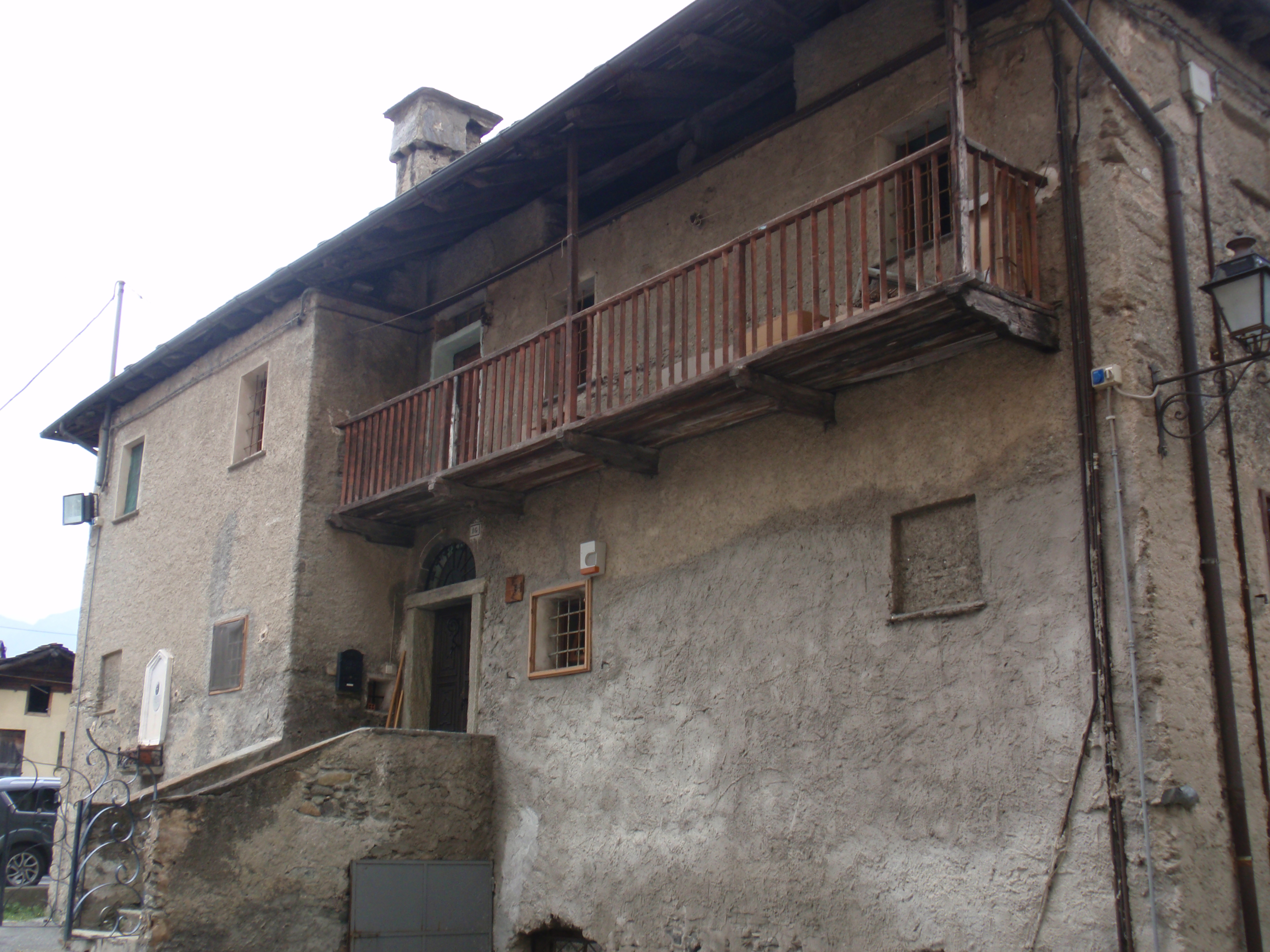
مقر إقامة كاهن الرعية، يقع في العاصمة، على طراز وادي أوستا
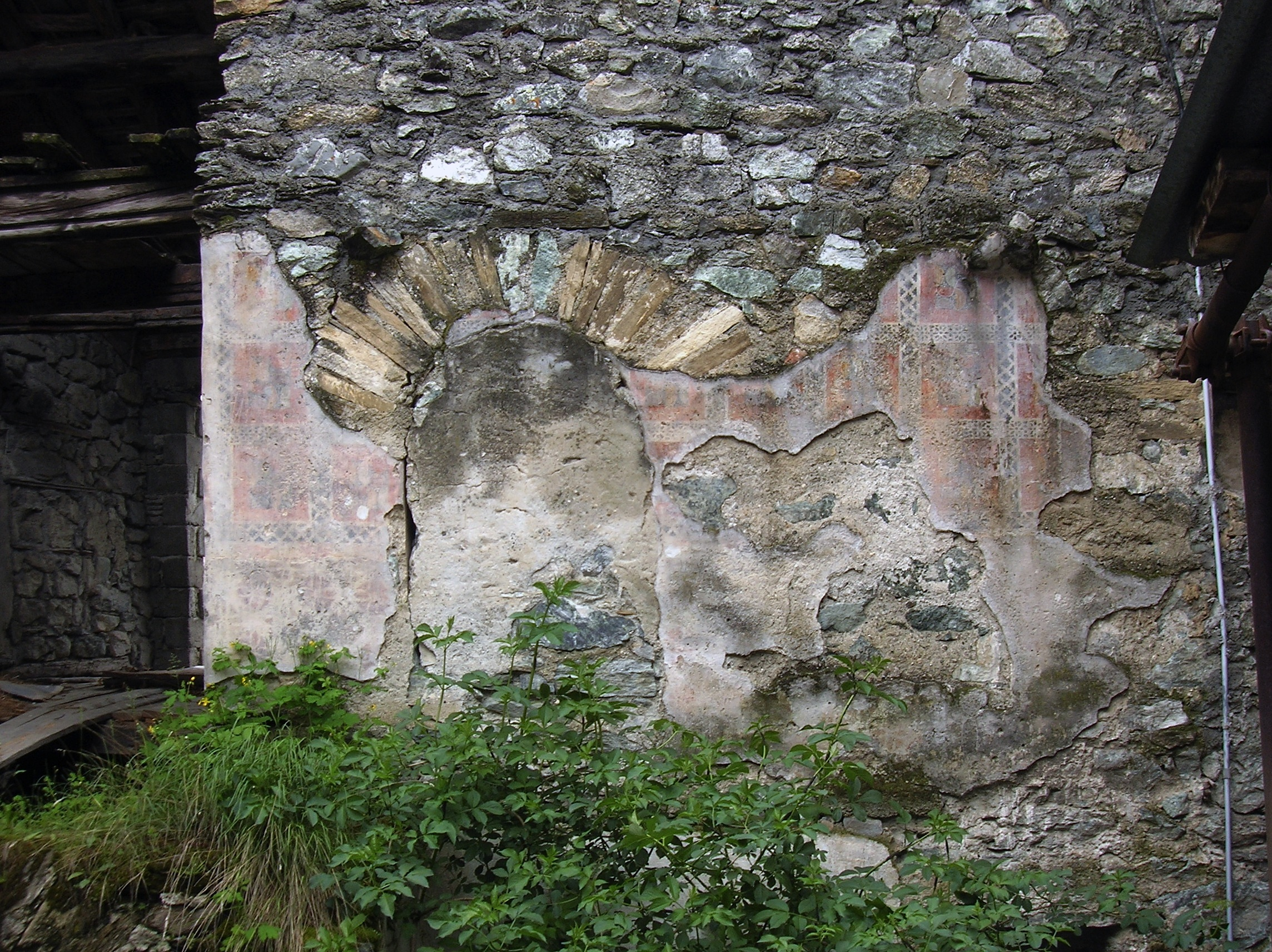
اللوحات الجدارية في ميزون سالوارد

## أنظر أيضًا
- ديموز